# Genealogi
Genealogi är läran om en människas eller en djurarts släktförhållanden, och innefattar systematiska metoder för släktforskning (utforskning av släktförhållanden). Släktforskning utförs till största delen av amatörforskare utan forskarexamen för att utröna sin egen eller sin hembygds släkthistoria. Släktforskning kan studeras i akademiska kurser och utförs även inom vetenskaplig historieforskning, inom medicinsk vetenskap, med mera. Genealogin brukar tillsammans med biografin räknas till de historiska hjälpvetenskaperna, och genealogi och biografi kan även sammanfattas under begreppet personhistoria. Med en genealogi kan även avse en viss sammanställning över exempelvis en viss släkts sammanhang och historia. 
Schematiska uppställningar över en persons släktförhållanden kallas antavla när man redogör för dennes förfäder eller härstamning, eller stamtavla när man redogör för avkomlingarna till en person. Släktkalendrar behandlar vanligtvis endast nu levande personer med inledande översikt av släktens historia och äldre generationer.
Släktutredningar är särskilt viktiga i utredningar om sjukdomars eventuella ärftlighet.
Även inom djurvärlden spelar det genealogiska arbetet en roll för att konstatera vissa rasers (hästars, nötboskaps och sällskapsdjurs) renhet och man gör då upp förteckningar (stamböcker) över deras förfäder. Inom biologin har ordet genealogi ofta använts i samma betydelse som fylogeni. 

## Genealogi i Sverige
Det är, i en internationell jämförelse, ovanligt lätt att släktforska i Sverige, eftersom det i Sverige finns många välbevarade kyrkböcker som sträcker sig ända tillbaka till andra hälften av 1600-talet. De kyrkoböcker som främst används är födelse-, döds- och vigselböcker samt husförhörslängder, vilka finns bevarade i landsarkiven, och i många fall inskannade arkiv på webben. I vissa fall finns de indexerade eller avskrivna till sökbara databaser. För att komma längre tillbaka än 1600-talet krävs mer avancerad forskning i mer svårtillgängligt material såsom skattelängder, domböcker, prästerskapets herdaminnen och matriklar, universitetens matriklar, etc. Även med detta material kan man mycket sällan komma före år 1500.